# Махрез Мебарек
Махрез Мебарек (11 лютого 1985) — алжирський плавець.
Учасник Олімпійських Ігор 2004, 2008 років.